# 赵孝庵
赵孝庵（1931年3月—1986年2月17日），安徽来安县施官乡人，中国人民解放军人物。

## 生平
抗日战争期间，他曾参加儿童团，读了初级小学。1946年，国军向淮南解放区大举进攻，1947年赵孝庵在家乡被抓壮丁，后只身逃到南京谋生，由在中华民国海军补给站任站长的亲戚介绍进入“371”号鱼雷艇上当了一名伙夫、帆缆兵、枪炮兵。1949年4月23日，林遵率领海防第二舰队全体官兵在南京笆斗山江面起义，赵孝庵被选送中国人民解放军海军第一纵队第四海军学校学习。1949年9月，被编入海军第一纵队第一分队担任机炮员。1950年5月，他加入了中国新民主主义青年团。1950年任华东军区海军第5舰队第1炮艇大队第1中队第3分队的3号炮艇枪炮兵。
1950年7月，中国人民解放军海军炮艇大队奉命开赴浙江海门，配合陆军部队攻占台州列岛。7月10日，赵孝庵所在的3号艇（日本25吨级内河炮艇）被派往琅矶山岛金清港警戒掩护准备渡海登陆而隐蔽待命的第21军第62师机帆船队。翌日拂晓，3号艇发现从大陈岛方向驶出一艘“永”字号炮舰，第3分队分队长兼3号炮艇艇长邵剑鸣未经请示驾驶单艇出击。。距敌200米处时，赵孝庵在艇长的指挥下，抓住双联装25毫米机炮发射五梭250发炮弹立即落在敌舰的舰桥上和炮座上。敌舰以40毫米双联尾炮向3号艇猛烈还击。3号艇操舵室和右舷等部位相继中弹，艇长邵剑鸣、副艇长许镇、副班长、舵手和弹药手等14人先后伤亡，赵孝庵的右臂、右腿六处负伤。就在赵孝庵准备操纵机炮狠揍敌舰时，他的身旁又落下一颗炮弹，致使他身负重伤。强忍剧痛爬向左旋仓依靠身体撞开操舵室进行调转船头。本想把载有阵亡战友遗体的炮艇开回驻地，却因艇身受重创后进水沉没，后与幸存的炊事员周纪友和3名步兵战友穿上救生衣弃船，最终3号炮艇沉没于大陈岛以西7海里处。赵孝庵在跳海后与其他战友失散，独自一人在身负重伤并失血的情况下依靠救生圈向远在20km以外的琅矶山岛用了10余小时进行泅渡，途中只在一个礁石上短暂停歇，游了11海里，后被第62师机帆船发现并带回上岸进行抢救。。此次海战后，第1炮艇大队大队长陈雪江（原第三野战军第25军74师221团副团长）自请处分。经张爱萍提名并报请华东军区批准, 赵孝庵于1950年8月被华东军区海军司令部、政治部记一等功并授予“甲等战斗模范”称号。。
1950年9月，赵孝庵出席全国战斗英雄代表大会，并被推选参加了大会主席团。大会前夕张爱萍特地邀请徐悲鸿大师为他画像，并亲自拍摄了一张绘画时的现场照片。1951年8月至10月初，他又以海军战斗模范的身份，先后参加了在德国柏林举行的第三届世界青年与学生和平联欢节活动和在首都北京举行的国庆观礼。此后，他还作为以朱德为团长的中国军事代表团成员，访问了苏联和东欧八国，也参加了中国人民解放军总政治部组织的“英模事迹报告团”。1956年3月加入了中国共产党，历任海军快艇部队艇长、中队长、副大队长等职。1965年毕业于海军学院基本系。
文化大革命中，赵孝庵遭到迫害，被关押5年之久。1979年2月5日，中共海军党委为赵孝庵彻底平反，任海军快艇支队副参谋长。1981年8月，任海军快艇第一支队副支队长。1984年9月，任支队顾问。后任副师级巡视员、正师级顾问。1986年2月17日，赵孝庵在回家乡探亲期间，因心脏病突发逝世。